# عصر صدر الإسلام
عصر صدر الإسلام هو مصطلح يستخدم للدلالة على السنوات الأولى للإسلام وتشمل تلك الفترة الممتدة بين بعثة رسول الله محمد إلى آخر أيام الخلفاء الراشدين، والتي انتهت في حدود نهاية العقد الرابع الهجري بعدما تنازل الحسن بن علي -الخليفة الخامس- لمعاوية بن أبي سفيان وقيام الدولة الأموية بعدها.

## العرب قبل الإسلام

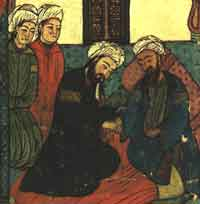
صورة رمزية للتراث العربي

كان العرب قبيل الإسلام أمة متفرقة لا يحكمهم ملك واحد بل ملوك و شيوخ قبائل متفرقون، أدى ذلك إلى غياب قانون يرجعون إليه أو قوة تحفظ حقوقهم وتمنع الحروب والاعتداءات الجاهلية التي أنهكت الموارد الاقتصادية والبشرية عند العرب، أدى ذلك إلى غياب أشكال الرعاية التي تقوم الدول عادة بعملها لمواطنيها من رعاية سياسية بحمايتهم من العدو الخارجي وأمنية بحفظ حقوقهم وحمايتهم من النزاعات الداخلية.

## عصر الخلفاء الراشدين
الخلفاء الراشدون هو مصطلح في الإسلام يشمل الحكام الأربعة الأوائل بعد وفاة رسول الله ومدة الخلافة الراشدة ثلاثون سنة من 11هـ إلى 41هـ.
| اسم الخليفة     | مدة الخلافة | الحياة         |
| --------------- | ----------- | -------------- |
| أبو بكر الصديق  | 11هـ - 13هـ | 50 ق هـ - 13هـ |
| عمر بن الخطاب   | 13هـ - 23هـ | 40 ق هـ - 23هـ |
| عثمان بن عفان   | 23هـ - 35هـ | 47 ق هـ - 35هـ |
| علي بن أبي طالب | 35هـ - 40هـ | 23 ق هـ - 40هـ |
|                 |             |                |

### الخلفاء الراشدون

#### أبو بكر الصديق
هو صحابي ممن رافقوا النبي محمد منذ بدء الإسلام، ويعتبر الصديق المقرب له. أول الخلفاء الراشدين وأحد العشرة المبشرين بالجنة يعرف بأبي بكر الصديق لأنه صدق رسول الله محمد في قصة الإسراء والمعراج، وقيل لأنه كان يصدق النبي في كل خبر يأتيه. وفي أثناء مرض الرسول محمد أمره أن يصلي بالمسلمين، وبعد وفاة الرسول.

##### تولي الخلافة
بعد وفاة النبي محمد اجتمع المهاجرون والأنصار، واتفقوا على أن تكون الخلافة في المهاجرين وكان اجتماعاً تسوده المودة والحب فبايعوا أبا بكر رضي الله عنه في سقيفة بني ساعدة، فكانت توليته خليفة لرسول الله شورى بين المسلمين، وكان يلقب بخليفة رسول الله.

##### أعماله
حروب الردة: بعد وفاة النبي محمد صلى الله عليه وسلم ارتدت بعض القبائل عن الإسلام ومنعت الزكاة فقام أبو بكر الصديق بمحاربتها وشارك في حروب الردة هذه معاوية بن أبي سفيان.
بعث جيش أسامة بن زيد: كان الرسول قد جهز جيشاً لقتال الروم وأمر عليه أسامة بن زيد، وعندما قبض رسول الله، واصل أبو بكر الصديق مهمة إرسال الجيش وبرغم اعتراض الصحابة على كون أسامة بن زيد هو قائد الجيش بسبب صغر سنه إلا أنه أصر على بعث الجيش كما أصر على كون قائده أسامة بن زيد حتى لا يخالف أمر الرسول.
جمع القرآن: قتل الكثير من حفاظ القرآن في حروب الردة فأشار عمر بن الخطاب علي ابي بكر الصديق بجمع القرأن في مصحف واحد وقام بتجميع القرآن الكريم بعدما كتب على أشياء متفرقة.
الفتوحات الإسلامية: واصل أبو بكر الصديق فتح البلاد، وكانت أهم فتوحاته فتح بلاد الشام وفتح العراق. فأرسل جيش خالد بن الوليد إلى الكوفة بالعراق ( واستطاع خلال بضعة أشهر فتح أكثر من نصف العراق ولم يجبر أحداً على الدخول في الإسلام). وأرسل جيش أبي عبيدة بن الجراح إلى حمص. وأرسل جيش يزيد بن أبي سفيان إلى دمشق. وأرسل جيش شرحبيل بن حسنة إلى الأردن. وأرسل جيش عمرو بن العاص إلى القدس.

#### عمر بن الخطاب
هو أحد العشرة المبشرين بالجنة وثاني الخلفاء الراشدين تولي الخلافة بعهد من أبي بكر وبمبايعة الصحابة. اتسم عهده بإتساع رقعة الدولة الإسلامية، ففتحت مصر والشام وفارس وأرمينية. يتميز عهده بعصر الفتوحات وأحد العصور الذهبية للدولة الإسلامية وقد أسس ديوان المظالم، قتل عمر سنة 644م في صلاة الفجر مطعونا بخنجر مسموم على يد أبي لؤلؤة المجوسي.

#### عثمان بن عفان
ثالث الخلفاء الراشدين، ولي عثمان الحكم بعد عمر بن الخطاب وعمره 68 عامًا، في عهده سقطت الدولة الساسانية وفتح المسلمون قبرص، وأمر بإنشاء أول أسطول إسلامي للحد من سيطرة البيزنطيين على مياه البحر المتوسط. مات مقتولا -في الفتنة الكبرى- وهو جالس في منزله يقرأ القرآن. ومن أهم أعماله نسخ القران الكريم وإرسال نسخ منه إلى مختلف الولايات الإسلامية.

#### علي بن أبي طالب
ابن عم النبي محمد ورابع الخلفاء الراشدين، بايعه المسلمون بعد مقتل عثمان بن عفان، فور توليه الخلافة بعزل ولاة الدولة السابقين وتعيين ولاة آخرين يثق بهم. وتخللت فترة حكمه الفتن والمعارك التي أثرت كثيرا في مستقبل تاريخ العالم الإسلامي كمعركة الجمل ضد طلحة بن عبيد الله والزبير بن العوام ومعهما عائشة بنت أبي بكر الذين طالبوا بالقصاص من قتلة عثمان وانتهت بمقتل طلحة والزبير وانتصار علي. ومعركة صفين ضد معاوية بن أبي سفيان الذي طالب كذلك بدم عثمان. وقُتِل علي على يد عبد الرحمن بن ملجم الخارجي وانتهت فترة الخلفاء الراشدين بعد موته.

#### الحسن بن علي بن أبي طالب
بويع بالخلافة بعد مقتل واستشهاد ابيه علي بن أبي طالب ويرى بعض أهل العلم ان خلافته هي امتداد لخلافة ابيه، واستمرت خلافة ستة أشهر،
وقد آثر الحسن إنهاء الخلاف بين المسلمين وجمع الأمة وحقن الدماء فتنازل عن الخلافة لمعاوية بن أبي سفيان أمير الشام آنذاك الخصم السياسي لأبيه،
رغم التفوق العددي والعسكري لجيش الحسن على جيش معاوية المهزوم سابقا في معركة صفين.
وسمي ذلك العام بعام الجماعة لاجتماع كلمة المسلمين،
لُقب الحسن بسيد المسلمين، وأحد علماء الصحابة وحلمائهم وذوى آرائهم. والدليل على أنه أحد الخلفاء الراشدين الحديث الذي أوردناه في دلائل النبوة من طرق عن سفينة مولى رسول الله، أن رسول الله قال: «الخلافة بعدي ثلاثون سنة، ثم تكون ملكا». وإنما كملت الثلاثون بخلافة الحسن بن علي، رضي الله عنه، فإنه نزل عن الخلافة لمعاوية في ربيع الأول من سنة إحدى وأربعين، وذلك كمال ثلاثين سنة من موت رسول الله، فإنه توفي في ربيع الأول سنة إحدى عشرة من الهجرة، وهذا من أكبر دلائل النبوة، وقد مدحه رسول الله على صنيعه هذا، وهو تركه الدنيا الفانية، ورغبته في الآخرة الباقية، وحقنه دماء هذه الأمة، فنزل عن الخلافة وجعل الملك بيد معاوية، حتى تجتمع الكلمة على أمير واحد، وهذا المدح قد ذكرناه فيما تقدم وسنورده في حديث أبي بكرة الثقفي، أن رسول الله صعد المنبر يوما، وجلس الحسن بن علي إلى جانبه، فجعل ينظر إلى الناس مرة وإليه أخرى، ثم قال: «أيها الناس، إن ابني هذا سيد، وسيصلح الله به بين فئتين عظيمتين من المسلمين» رواه البخاري

### التوسع العسكري
في عهد الخلافة الراشدة أصبحت الدولة الإسلامية أقوي دول العالم عسكريا آنذاك وأوسعها رقعة، حيث ضمت الدولة الإسلامية شبه الجزيرة العربية والشام والعراق ومصر وأفريقية، وفارس، وخراسان.

## إصلاحات دولة الإسلام
إن أعظم الآثار التي تركها الإسلام في العرب هي إخراجهم من الظلمات إلى النور حيث قام بتوحيدهم ووضع نظام معيشة لهم كما كان للإسلام آثاره في نهضتهم في كافة جوانب الحياة السياسية والاقتصادية والاجتماعية والأخلاقية والثقافية والمعرفية.

### السياسية
كان العرب قبل الإسلام في مؤخرة الركب بين الأمم وذلك بسبب الحروب والنازعات والعصبيات القبلية التي كانت سائدة بينهم، كما أن نشاطهم في الجنوب قد خَمُد، وتضعضع أمرهم في الشمال، ثم جاء الإسلام وجاء محمد بما يسميه المسلمون بالنور من عند الله، وبعثه الله لهم برسالة الإسلام، ووحدهم تحت لواء واحد، فإذا الأعداء المتناحرون بالإمس يتحولون إلى جيوش موحدة يخفق عليها علم الإسلام، وقد اتجهت تلك الجيوش إلى ميادين الفتوحات فأسقطت الدول التي تسلطت على الناس لفترات طويلة، وهما فارس والروم.

### الاجتماعية والأخلاقية
اجتث الإسلام من العرب العديد من العادات التي كانت سائدة وحرم الخمر والميسر والمنافرة والمفاخرة وحرم الربا أي الفوائد على الديون.
وقد حاول الإسلام بناء المجتمع على الإخاء والتضحية حيث ذكر القرآن: (إنما المؤمنون اخوة). كما وحسن الإسلام أوضاع وحقوق المرأة عما كانت عليه سابقاً فقد أعطاها دورها في بناء المجتمع الإسلامي حين أنقذها من عبوديتها، ومنع وأدها، وكفل لها حق التعلم واختيار الزوج والميراث إلى حد ما، وكلفها ما كلف به الرجال من أمور الدين مع بعض الاستثناءات.

## الآثار الثقافية والعقلية
محى الإسلام كل من الوثنية والكهانة والعرافة والطيرة والتشاؤم والتنجيم باعتبارها معتقدات باطلة، وأحل مكانها ما سماه بالتوحيد الخالص. وعندما سيطر المسلمون على العديد من الدول وانتشروا في الآفاق درســوا أحوال الأمم المغلوبة وعلومها واقتبسوا من حضارتها، فامتزجـت العقلية العربية بتلك العقليات امتزاجا عميقا تولدت منه العلوم الشرعية، الفنون الأدبية، والحضارة الإسلامية التي مهدت لرقي الإنسان الحديث.

## الآثار اللغوية والأدبية
اللغة والأدب مظهران من مظاهر الحياة المختلفة، ومن ثم فلا بد أن يكون للإسلام تأثير فيهما. أما اللغة فقد خلد الإسلام اللغة العربية حين نزل القرآن بلسان عربي مبين ويعتقد المسلمون أن الله ضمن لها ذلك الخلود حيث قال القرآن:(انا نحن نزلنا الذكر وإنا له لحافظون) ويصر المسلمون على أن حفظ القرآن يستلزم حفظ لغته التي نزل بها. ومن أثر الإسلام في لغة العرب أنه جعلها لغة عالمية غير مقصورة على إقليم معين حيث يحرص كل مسلم على وجه الأرض على تعلمها، ليقرأ بها القرآن في صلاته.
أما الأدب فكان بليغاً منذ قبل الإسلام مثال ذلك المعلقات وما شابه، ولكن أيضاً أثر الإسلام في الأدب من خلال القرآن والحديث حيث اقتفى الأدباء أثرهما، واقتبسوا من أسلوبهما. ومن أثر الإسلام في الأدب أنه أمده بكثير من الألفاظ التي لم يكن له عهد بها كالجنة والنار، والميزان الصراط، والبعث والنشور، والصلاة والزكاة، وأسماء الله الحسنى.
ولكن فرض الإسلام تحريم الشعر الذي يصف الخمر، وغيرها مما يتنافى مع مبادئ الإسلام وتعاليمه.